# Liste der Formel-1-Rennfahrer

Weltkarte mit den Ländern, die Weltmeister (gold), GP-Sieger (grün) oder GP-Teilnehmer (blau) hervorgebracht haben (Stand: Ende 2024)

Die Liste der Formel-1-Rennfahrer führt alle Rennfahrer (aktuell 790) auf, die jemals bei mindestens einem Grand-Prix-Rennen im Rahmen der Formel-1-Weltmeisterschaft (bis 1980: Automobil-Weltmeisterschaft) seit ihrer ersten Austragung in der Saison 1950 gestartet sind. Fahrer, die ausschließlich bei Formel-1-Rennen ohne Weltmeisterschaftsstatus gestartet sind, werden nicht bedacht.
Eine detailliertere Übersicht über alle Formel-1-Rennfahrer, die mindestens 100 Grand-Prix-Starts absolviert haben, befindet sich unter der Liste der Grand-Prix-Teilnehmer der Formel 1.

## Nach Fahrern
In der nachfolgenden Tabelle sind alle Formel-1-Fahrer mit Fahrernation, der Anzahl ihrer GP-Starts sowie möglichen GP-Siegen und Weltmeistertiteln gelistet. Zudem ist die Zeitspanne angegeben, in welcher der jeweilige Fahrer in der Formel 1 (nicht zwingend durchgehend) aktiv war. Fahrer, die bei offiziellen Formel-1-Veranstaltungen tödlich verunglückten oder an den Spätfolgen verstarben, sind mit einem (†) hinter den Jahresangaben gekennzeichnet.
Die Namen der in der Formel-1-Weltmeisterschaft 2025 eingeschriebenen Piloten sind grau hinterlegt.
Anmerkung: Die angegebenen GP-Starts beziehen sich auf alle Rennen, an denen der betreffende Fahrer tatsächlich teilgenommen hat. Bei einem Ausfall z. B. in der Einführungsrunde (also vor dem eigentlichen Start des Rennens) wird dies nicht gewertet. Als gestartet gilt jedoch, wer mindestens den ersten Startversuch des Rennens aufgenommen hat. Bei Fahrern, die in ihrer Karriere für verschiedene Nationen gestartet sind, ist die Nation mit den meisten Starts hinterlegt und eine Erläuterung beigefügt. Die Spalte „GP-Starts“ zählt davon unberührt alle Starts.
Beim Deutschland-GP wurden in den Jahren 1957–1958, 1966–1967 und 1969 Starter mit Formel-2-Autos zugelassen, um das Feld auf der langen Nürburgring-Nordschleife aufzufüllen. Die Fahrer waren nicht punktberechtigt, wurden aber im offiziellen Rennergebnis geführt. Daher sind diese Starts bei den betroffenen Fahrern in der Liste enthalten. 
Datenstand: Großer Preis von Abu Dhabi 2024
| Fahrer                         | Nation                                                         | Zeitraum       | GP-Starts | Siege | WM-Titel |
| ------------------------------ | -------------------------------------------------------------- | -------------- | --------- | ----- | -------- |
| George Abecassis               | Vereinigtes Königreich                                         | 1951, 1952     | 2         | –     | –        |
| Kenny Acheson                  | Vereinigtes Königreich                                         | 1983–1985      | 3         | –     | –        |
| Andrea de Adamich              | Italien                                                        | 1968–1973      | 31        | –     | –        |
| Philippe Adams                 | Belgien                                                        | 1994           | 2         | –     | –        |
| Walt Ader                      | Vereinigte Staaten                                             | 1950           | 1         | –     | –        |
| Kurt Adolff                    | BR Deutschland                                                 | 1953           | 1         | –     | –        |
| Fred Agabashian                | Vereinigte Staaten                                             | 1952           | 8         | –     | –        |
| Kurt Ahrens                    | BR Deutschland                                                 | 1966–1968      | 4         | –     | –        |
| Jack Aitken                    | Vereinigtes Königreich                                         | 2020           | 1         | –     | –        |
| Christijan Albers              | Niederlande                                                    | 2005–2007      | 46        | –     | –        |
| Alexander Albon                | Thailand                                                       | seit 2019      | 104       | –     | –        |
| Michele Alboreto               | Italien                                                        | 1981–1994      | 194       | 5     | –        |
| Jean Alesi                     | Frankreich                                                     | 1989–2001      | 201       | 1     | –        |
| Jaime Alguersuari              | Spanien                                                        | 2009–2011      | 46        | –     | –        |
| Philippe Alliot                | Frankreich                                                     | 1984–1994      | 109       | –     | –        |
| Cliff Allison                  | Vereinigtes Königreich                                         | 1958–1961      | 16        | –     | –        |
| Fernando Alonso                | Spanien                                                        | seit 2001      | 401       | 32    | ★★       |
| George Amick                   | Vereinigte Staaten                                             | 1958           | 1         | –     | –        |
| Red Amick                      | Vereinigte Staaten                                             | 1959, 1960     | 2         | –     | –        |
| Chris Amon                     | Neuseeland                                                     | 1963–1976      | 96        | –     | –        |
| Bob Anderson                   | Vereinigtes Königreich                                         | 1963–1967 (†)  | 25        | –     | –        |
| Conny Andersson                | Schweden                                                       | 1976           | 1         | –     | –        |
| Mario Andretti                 | Vereinigte Staaten                                             | 1968–1982      | 128       | 12    | ★        |
| Michael Andretti               | Vereinigte Staaten                                             | 1993           | 13        | –     | –        |
| Keith Andrews                  | Vereinigte Staaten                                             | 1955, 1956     | 2         | –     | –        |
| Elio de Angelis                | Italien                                                        | 1979–1986 (†)  | 108       | 2     | –        |
| Andrea Kimi Antonelli          | Italien                                                        | seit 2025      | –         | –     | –        |
| Marco Apicella                 | Italien                                                        | 1993           | 1         | –     | –        |
| Mário de Araújo Cabral         | Portugal                                                       | 1959–1964      | 4         | –     | –        |
| Frank Armi                     | Vereinigte Staaten                                             | 1954           | 1         | –     | –        |
| Chuck Arnold                   | Vereinigte Staaten                                             | 1959           | 1         | –     | –        |
| René Arnoux                    | Frankreich                                                     | 1978–1989      | 149       | 7     | –        |
| Peter Arundell                 | Vereinigtes Königreich                                         | 1964–1966      | 11        | –     | –        |
| Alberto Ascari                 | Italien                                                        | 1950–1955      | 32        | 13    | ★★       |
| Peter Ashdown                  | Vereinigtes Königreich                                         | 1959           | 1         | –     | –        |
| Ian Ashley                     | Vereinigtes Königreich                                         | 1974–1977      | 4         | –     | –        |
| Gerry Ashmore                  | Vereinigtes Königreich                                         | 1961           | 3         | –     | –        |
| Bill Aston                     | Vereinigtes Königreich                                         | 1952           | 1         | –     | –        |
| Richard Attwood                | Vereinigtes Königreich                                         | 1965–1969      | 17        | –     | –        |
| Manuel Ayulo                   | Vereinigte Staaten                                             | 1951–1954      | 4         | –     | –        |
| Luca Badoer                    | Italien                                                        | 1993–2009      | 51        | –     | –        |
| Giancarlo Baghetti             | Italien                                                        | 1961–1967      | 21        | 1     | –        |
| Julian Bailey                  | Vereinigtes Königreich                                         | 1988–1991      | 7         | –     | –        |
| Mauro Baldi                    | Italien                                                        | 1982–1985      | 36        | –     | –        |
| Bobby Ball                     | Vereinigte Staaten                                             | 1951, 1952     | 2         | –     | –        |
| Marcel Balsa                   | Frankreich                                                     | 1952           | 1         | –     | –        |
| Lorenzo Bandini                | Italien                                                        | 1961–1967 (†)  | 42        | 1     | –        |
| Henry Banks                    | Vereinigte Staaten                                             | 1950–1952      | 3         | –     | –        |
| Fabrizio Barbazza              | Italien                                                        | 1993           | 8         | –     | –        |
| John Barber                    | Vereinigtes Königreich                                         | 1953           | 1         | –     | –        |
| Skip Barber                    | Vereinigte Staaten                                             | 1971, 1972     | 5         | –     | –        |
| Paolo Barilla                  | Italien                                                        | 1989, 1990     | 9         | –     | –        |
| Rubens Barrichello             | Brasilien                                                      | 1993–2011      | 323       | 11    | –        |
| Edgar Barth                    | BR Deutschland                                                 | 1953–1964      | 5         | –     | –        |
| Giorgio Bassi                  | Italien                                                        | 1965           | 1         | –     | –        |
| Erwin Bauer                    | BR Deutschland                                                 | 1953           | 1         | –     | –        |
| Zsolt Baumgartner              | Ungarn                                                         | 2003, 2004     | 20        | –     | –        |
| Élie Bayol                     | Frankreich                                                     | 1952–1956      | 7         | –     | –        |
| Oliver Bearman                 | Vereinigtes Königreich                                         | seit 2024      | 3         | –     | –        |
| Carel Godin de Beaufort        | Niederlande                                                    | 1957–1964 (†)  | 28        | –     | –        |
| Don Beauman                    | Vereinigtes Königreich                                         | 1954           | 1         | –     | –        |
| Karl-Günther Bechem            | BR Deutschland                                                 | 1952, 1953     | 2         | –     | –        |
| Jean Behra                     | Frankreich                                                     | 1952–1959      | 52        | –     | –        |
| Derek Bell                     | Vereinigtes Königreich                                         | 1968–1974      | 9         | –     | –        |
| Stefan Bellof                  | Deutschland                                                    | 1984, 1985     | 20        | –     | –        |
| Paul Belmondo                  | Frankreich                                                     | 1992–1994      | 7         | –     | –        |
| Tom Belsø                      | Dänemark                                                       | 1974           | 2         | –     | –        |
| Jean-Pierre Beltoise           | Frankreich                                                     | 1966–1974      | 85        | 1     | –        |
| Olivier Beretta                | Monaco                                                         | 1994           | 9         | –     | –        |
| Allen Berg                     | Kanada                                                         | 1986           | 9         | –     | –        |
| Georges Berger                 | Belgien                                                        | 1953, 1954     | 2         | –     | –        |
| Gerhard Berger                 | Österreich                                                     | 1984–1997      | 210       | 10    | –        |
| Wolfgang Graf Berghe von Trips | BR Deutschland                                                 | 1957–1961 (†)  | 27        | 2     | –        |
| Éric Bernard                   | Frankreich                                                     | 1989–1994      | 45        | –     | –        |
| Enrique Bernoldi               | Brasilien                                                      | 2001, 2002     | 28        | –     | –        |
| Tony Bettenhausen              | Vereinigte Staaten                                             | 1950–1958      | 11        | –     | –        |
| Mike Beuttler                  | Vereinigtes Königreich                                         | 1971–1973      | 28        | –     | –        |
| Jules Bianchi                  | Frankreich                                                     | 2013–2014 (†)  | 34        | –     | –        |
| Lucien Bianchi                 | Belgien                                                        | 1960–1968      | 17        | –     | –        |
| Gino Bianco                    | Italien                                                        | 1952           | 4         | –     | –        |
| Hans Binder                    | Österreich                                                     | 1976, 1977     | 13        | –     | –        |
| Clemente Biondetti             | Italien                                                        | 1950           | 1         | –     | –        |
| Prinz Bira                     | Thailand                                                       | 1950–1954      | 19        | –     | –        |
| Pablo Birger                   | Argentinien                                                    | 1953–1955      | 2         | –     | –        |
| Art Bisch                      | Vereinigte Staaten                                             | 1958           | 1         | –     | –        |
| Harry Blanchard                | Vereinigte Staaten                                             | 1959           | 1         | –     | –        |
| Michael Bleekemolen            | Niederlande                                                    | 1978           | 1         | –     | –        |
| Trevor Blokdyk                 | Südafrika                                                      | 1963           | 1         | –     | –        |
| Mark Blundell                  | Vereinigtes Königreich                                         | 1991–1995      | 61        | –     | –        |
| Raul Boesel                    | Brasilien                                                      | 1982, 1983     | 30        | –     | –        |
| Bob Bondurant                  | Vereinigte Staaten                                             | 1965, 1966     | 9         | –     | –        |
| Felice Bonetto                 | Italien                                                        | 1950–1953      | 15        | –     | –        |
| Joakim Bonnier                 | Schweden                                                       | 1956–1971      | 104       | 1     | –        |
| Roberto Bonomi                 | Argentinien                                                    | 1960           | 1         | –     | –        |
| Slim Borgudd                   | Schweden                                                       | 1981, 1982     | 10        | –     | –        |
| Gabriel Bortoleto              | Brasilien                                                      | seit 2025      | –         | –     | –        |
| Luki Botha                     | Südafrika                                                      | 1967           | 1         | –     | –        |
| Valtteri Bottas                | Finnland                                                       | 2013–2024      | 246       | 10    | –        |
| Jean-Christophe Boullion       | Frankreich                                                     | 1995           | 11        | –     | –        |
| Sébastien Bourdais             | Frankreich                                                     | 2008, 2009     | 27        | –     | –        |
| Thierry Boutsen                | Belgien                                                        | 1983–1993      | 163       | 3     | –        |
| Johnny Boyd                    | Vereinigte Staaten                                             | 1955–1960      | 6         | –     | –        |
| David Brabham                  | Australien                                                     | 1990–1994      | 24        | –     | –        |
| Jack Brabham                   | Australien                                                     | 1955–1970      | 126       | 14    | ★★★      |
| William Brack                  | Kanada                                                         | 1968–1972      | 3         | –     | –        |
| Vittorio Brambilla             | Italien                                                        | 1974–1980      | 74        | 1     | –        |
| Antonio Branca                 | Schweiz                                                        | 1950, 1951     | 3         | –     | –        |
| Eric Brandon                   | Vereinigtes Königreich                                         | 1952–1954      | 5         | –     | –        |
| Don Branson                    | Vereinigte Staaten                                             | 1959, 1960     | 2         | –     | –        |
| Tommy Bridger                  | Vereinigtes Königreich                                         | 1958           | 1         | –     | –        |
| Tony Brise                     | Vereinigtes Königreich                                         | 1975           | 10        | –     | –        |
| Chris Bristow                  | Vereinigtes Königreich                                         | 1959, 1960 (†) | 4         | –     | –        |
| Peter Broeker                  | Kanada                                                         | 1963           | 1         | –     | –        |
| Tony Brooks                    | Vereinigtes Königreich                                         | 1956–1961      | 38        | 6     | –        |
| Alan Brown                     | Vereinigtes Königreich                                         | 1952–1954      | 8         | –     | –        |
| Walt Brown                     | Vereinigte Staaten                                             | 1950, 1951     | 2         | –     | –        |
| Warwick Brown                  | Australien                                                     | 1976           | 1         | –     | –        |
| Adolf Brudes                   | BR Deutschland                                                 | 1952           | 1         | –     | –        |
| Martin Brundle                 | Vereinigtes Königreich                                         | 1984–1996      | 158       | –     | –        |
| Gianmaria Bruni                | Italien                                                        | 2004           | 18        | –     | –        |
| Jimmy Bryan                    | Vereinigte Staaten                                             | 1952–1960      | 9         | 1     | –        |
| Clemar Bucci                   | Argentinien                                                    | 1954, 1955     | 5         | –     | –        |
| Ronnie Bucknum                 | Vereinigte Staaten                                             | 1964–1966      | 11        | –     | –        |
| Ivor Bueb                      | Vereinigtes Königreich                                         | 1957–1959      | 5         | –     | –        |
| Sébastien Buemi                | Schweiz                                                        | 2009–2011      | 55        | –     | –        |
| Luiz Bueno                     | Brasilien                                                      | 1973           | 1         | –     | –        |
| Ian Burgess                    | Vereinigtes Königreich                                         | 1958–1963      | 16        | –     | –        |
| Luciano Burti                  | Brasilien                                                      | 2000, 2001     | 14        | –     | –        |
| Roberto Bussinello             | Italien                                                        | 1961–1965      | 2         | –     | –        |
| Jenson Button                  | Vereinigtes Königreich                                         | 2000–2017      | 306       | 15    | ★        |
| Tommy Byrne                    | Irland                                                         | 1982           | 2         | –     | –        |
| Giulio Cabianca                | Italien                                                        | 1958–1960 (†)  | 3         | –     | –        |
| Alex Caffi                     | Italien                                                        | 1986–1991      | 56        | –     | –        |
| John Campbell-Jones            | Vereinigtes Königreich                                         | 1962–1963      | 2         | –     | –        |
| Adrián Campos                  | Spanien                                                        | 1987–1988      | 17        | –     | –        |
| John Cannon                    | Kanada                                                         | 1971           | 1         | –     | –        |
| Eitel Cantoni                  | Uruguay                                                        | 1952           | 3         | –     | –        |
| Bill Cantrell                  | Vereinigte Staaten                                             | 1950           | 1         | –     | –        |
| Ivan Capelli                   | Italien                                                        | 1985–1993      | 93        | –     | –        |
| Piero Carini                   | Italien                                                        | 1952–1953      | 3         | –     | –        |
| Duane Carter                   | Vereinigte Staaten                                             | 1950–1960      | 8         | –     | –        |
| Eugenio Castellotti            | Italien                                                        | 1955–1957 (†)  | 14        | –     | –        |
| Johnny Cecotto                 | Venezuela                                                      | 1983–1984      | 18        | –     | –        |
| Andrea de Cesaris              | Italien                                                        | 1980–1994      | 208       | –     | –        |
| François Cevert                | Frankreich                                                     | 1970–1973 (†)  | 46        | 1     | –        |
| Eugène Chaboud                 | Frankreich                                                     | 1950–1951      | 3         | –     | –        |
| Jay Chamberlain                | Vereinigte Staaten                                             | 1962           | 1         | –     | –        |
| Karun Chandhok                 | Indien                                                         | 2010–2011      | 11        | –     | –        |
| Dave Charlton                  | Südafrika                                                      | 1967–1975      | 11        | –     | –        |
| Bill Cheesbourg                | Vereinigte Staaten                                             | 1957–1959      | 3         | –     | –        |
| Eddie Cheever                  | Vereinigte Staaten                                             | 1978–1989      | 132       | –     | –        |
| Andrea Chiesa                  | Schweiz                                                        | 1992           | 3         | –     | –        |
| Max Chilton                    | Vereinigtes Königreich                                         | 2013–2014      | 35        | –     | –        |
| Ettore Chimeri                 | Venezuela                                                      | 1960           | 1         | –     | –        |
| Louis Chiron                   | Monaco                                                         | 1950–1955      | 15        | –     | –        |
| Joie Chitwood                  | Vereinigte Staaten                                             | 1950           | 1         | –     | –        |
| Bob Christie                   | Vereinigte Staaten                                             | 1956–1960      | 5         | –     | –        |
| Johnny Claes                   | Belgien                                                        | 1950–1955      | 23        | –     | –        |
| Jim Clark                      | Vereinigtes Königreich                                         | 1960–1968      | 72        | 25    | ★★       |
| Franco Colapinto               | Argentinien                                                    | seit 2024      | 9         | –     | –        |
| Peter Collins                  | Vereinigtes Königreich                                         | 1952–1958 (†)  | 32        | 3     | –        |
| Bernard Collomb                | Frankreich                                                     | 1961–1963      | 4         | –     | –        |
| Érik Comas                     | Frankreich                                                     | 1991–1994      | 59        | –     | –        |
| Gianfranco Comotti             | Italien                                                        | 1950–1952      | 2         | –     | –        |
| George Connor                  | Vereinigte Staaten                                             | 1950–1952      | 3         | –     | –        |
| George Constantine             | Vereinigte Staaten                                             | 1959           | 1         | –     | –        |
| John Cordts                    | Kanada                                                         | 1969           | 1         | –     | –        |
| David Coulthard                | Vereinigtes Königreich                                         | 1994–2008      | 246       | 13    | –        |
| Piers Courage                  | Vereinigtes Königreich                                         | 1967–1970 (†)  | 28        | –     | –        |
| Chris Craft                    | Vereinigtes Königreich                                         | 1971           | 1         | –     | –        |
| Jim Crawford                   | Vereinigtes Königreich                                         | 1975           | 2         | –     | –        |
| Raymond Crawford               | Vereinigte Staaten                                             | 1955–1959      | 3         | –     | –        |
| Antonio Creus                  | Spanien                                                        | 1960           | 1         | –     | –        |
| Larry Crockett                 | Vereinigte Staaten                                             | 1954           | 1         | –     | –        |
| Tony Crook                     | Vereinigtes Königreich                                         | 1952, 1953     | 2         | –     | –        |
| Art Cross                      | Vereinigte Staaten                                             | 1952, 1953     | 4         | –     | –        |
| Geoffrey Crossley              | Vereinigtes Königreich                                         | 1950           | 2         | –     | –        |
| Chuck Daigh                    | Vereinigte Staaten                                             | 1960           | 3         | –     | –        |
| Yannick Dalmas                 | Frankreich                                                     | 1987–1994      | 24        | –     | –        |
| Derek Daly                     | Irland                                                         | 1978–1982      | 48        | –     | –        |
| Jérôme D’Ambrosio              | Belgien                                                        | 2011–2012      | 20        | –     | –        |
| Christian Danner               | BR Deutschland                                                 | 1985–1989      | 36        | –     | –        |
| Jorge Daponte                  | Argentinien                                                    | 1954           | 2         | –     | –        |
| Anthony Davidson               | Vereinigtes Königreich                                         | 2002–2008      | 24        | –     | –        |
| Jimmy Davies                   | Vereinigte Staaten                                             | 1950–1955      | 5         | –     | –        |
| Colin Davis                    | Vereinigtes Königreich                                         | 1959           | 2         | –     | –        |
| Jimmy Daywalt                  | Vereinigte Staaten                                             | 1953–1959      | 6         | –     | –        |
| Charles de Tornaco             | Belgien                                                        | 1952 (†)       | 2         | –     | –        |
| Jean-Denis Delétraz            | Schweiz                                                        | 1994, 1995     | 3         | –     | –        |
| Patrick Depailler              | Frankreich                                                     | 1972–1980 (†)  | 95        | 2     | –        |
| Pedro Diniz                    | Brasilien                                                      | 1995–2000      | 98        | –     | –        |
| Duke Dinsmore                  | Vereinigte Staaten                                             | 1950–1956      | 4         | –     | –        |
| José Dolhem                    | Frankreich                                                     | 1974           | 1         | –     | –        |
| Martin Donnelly                | Vereinigtes Königreich                                         | 1989, 1990     | 13        | –     | –        |
| Mark Donohue                   | Vereinigte Staaten                                             | 1971–1975 (†)  | 14        | –     | –        |
| Jack Doohan                    | Australien                                                     | seit 2023      | 1         | –     | –        |
| Robert Doornbos                | Niederlande                                                    | 2005           | 11        | –     | –        |
| Fritz d’Orey                   | Brasilien                                                      | 1959           | 3         | –     | –        |
| Ken Downing                    | Vereinigtes Königreich                                         | 1952           | 2         | –     | –        |
| Bob Drake                      | Vereinigte Staaten                                             | 1960           | 1         | –     | –        |
| Paddy Driver                   | Südafrika                                                      | 1974           | 1         | –     | –        |
| Piero Drogo                    | Italien                                                        | 1960           | 1         | –     | –        |
| Johnny Dumfries                | Vereinigtes Königreich                                         | 1986           | 15        | –     | –        |
| Len Duncan                     | Vereinigte Staaten                                             | 1954           | 1         | –     | –        |
| George Eaton                   | Kanada                                                         | 1969–1971      | 11        | –     | –        |
| Don Edmunds                    | Vereinigte Staaten                                             | 1957           | 1         | –     | –        |
| Guy Edwards                    | Vereinigtes Königreich                                         | 1974–1976      | 11        | –     | –        |
| Vic Elford                     | Vereinigtes Königreich                                         | 1968–1971      | 13        | –     | –        |
| Ed Elisian                     | Vereinigte Staaten                                             | 1954–1958      | 5         | –     | –        |
| Paul Emery                     | Vereinigtes Königreich                                         | 1956           | 1         | –     | –        |
| Tomáš Enge                     | Tschechien                                                     | 2001           | 3         | –     | –        |
| Paul England                   | Australien                                                     | 1957           | 1         | –     | –        |
| Marcus Ericsson                | Schweden                                                       | 2014–2018      | 97        | –     | –        |
| Harald Ertl                    | BR Deutschland                                                 | 1975–1978      | 18        | –     | –        |
| Nasif Estéfano                 | Argentinien                                                    | 1960           | 1         | –     | –        |
| Philippe Étancelin             | Frankreich                                                     | 1950–1952      | 12        | –     | –        |
| Bob Evans                      | Vereinigtes Königreich                                         | 1975, 1976     | 10        | –     | –        |
| Corrado Fabi                   | Italien                                                        | 1983, 1984     | 12        | –     | –        |
| Teo Fabi                       | Italien                                                        | 1982–1987      | 64        | –     | –        |
| Pascal Fabre                   | Frankreich                                                     | 1987           | 11        | –     | –        |
| Luigi Fagioli                  | Italien                                                        | 1950, 1951     | 7         | 1     | –        |
| Jack Fairman                   | Vereinigtes Königreich                                         | 1953–1961      | 13        | –     | –        |
| Juan Manuel Fangio             | Argentinien                                                    | 1950–1958      | 51        | 24    | ★★★★★    |
| Giuseppe Farina                | Italien                                                        | 1950–1955      | 33        | 5     | ★        |
| Walt Faulkner                  | Vereinigte Staaten                                             | 1950–1955      | 5         | –     | –        |
| Maria Teresa de Filippis       | Italien                                                        | 1958           | 3         | –     | –        |
| Ralph Firman                   | Irland                                                         | 2003           | 14        | –     | –        |
| Rudolf Fischer                 | Schweiz                                                        | 1951, 1952     | 7         | –     | –        |
| Mike Fisher                    | Vereinigte Staaten                                             | 1967           | 1         | –     | –        |
| Giancarlo Fisichella           | Italien                                                        | 1996–2009      | 229       | 3     | –        |
| John Fitch                     | Vereinigte Staaten                                             | 1953–1955      | 2         | –     | –        |
| Christian Fittipaldi           | Brasilien                                                      | 1992–1994      | 40        | –     | –        |
| Emerson Fittipaldi             | Brasilien                                                      | 1970–1980      | 144       | 14    | ★★       |
| Pietro Fittipaldi              | Brasilien                                                      | 2020           | 2         | –     | –        |
| Wilson Fittipaldi              | Brasilien                                                      | 1972–1975      | 35        | –     | –        |
| Theo Fitzau                    | Deutsche Demokratische Republik                                | 1953           | 1         | –     | –        |
| Pat Flaherty                   | Vereinigte Staaten                                             | 1950–1956      | 5         | 1     | –        |
| Jan Flinterman                 | Niederlande                                                    | 1952           | 1         | –     | –        |
| Ron Flockhart                  | Vereinigtes Königreich                                         | 1954–1960      | 13        | –     | –        |
| Myron Fohr                     | Vereinigte Staaten                                             | 1950           | 1         | –     | –        |
| Gregor Foitek                  | Schweiz                                                        | 1990           | 7         | –     | –        |
| George Follmer                 | Vereinigte Staaten                                             | 1973           | 12        | –     | –        |
| George Fonder                  | Vereinigte Staaten                                             | 1952–1954      | 2         | –     | –        |
| Norberto Fontana               | Argentinien                                                    | 1997           | 4         | –     | –        |
| Carl Forberg                   | Vereinigte Staaten                                             | 1951           | 1         | –     | –        |
| Gene Force                     | Vereinigte Staaten                                             | 1951–1960      | 2         | –     | –        |
| Franco Forini                  | Schweiz                                                        | 1987           | 2         | –     | –        |
| Philip Fotheringham-Parker     | Vereinigtes Königreich                                         | 1951           | 1         | –     | –        |
| Anthony Joseph Foyt            | Vereinigte Staaten                                             | 1958–1960      | 3         | –     | –        |
| Don Freeland                   | Vereinigte Staaten                                             | 1953–1960      | 8         | –     | –        |
| Heinz-Harald Frentzen          | Deutschland                                                    | 1994–2003      | 156       | 3     | –        |
| Paul Frère                     | Belgien                                                        | 1952–1956      | 11        | –     | –        |
| Patrick Friesacher             | Österreich                                                     | 2005           | 11        | –     | –        |
| Joe Fry                        | Vereinigtes Königreich                                         | 1950           | 1         | –     | –        |
| Beppe Gabbiani                 | Italien                                                        | 1981           | 3         | –     | –        |
| Bertrand Gachot                | Frankreich                                                     | 1989–1995      | 47        | –     | –        |
| Patrick Gaillard               | Frankreich                                                     | 1979           | 2         | –     | –        |
| Nanni Galli                    | Italien                                                        | 1971–1973      | 17        | –     | –        |
| Oscar Gálvez                   | Argentinien                                                    | 1953           | 1         | –     | –        |
| Fred Gamble                    | Vereinigte Staaten                                             | 1960           | 1         | –     | –        |
| Howden Ganley                  | Neuseeland                                                     | 1971–1974      | 35        | –     | –        |
| Frank Gardner                  | Australien                                                     | 1964–1968      | 8         | –     | –        |
| William Garrett                | Vereinigte Staaten                                             | 1956–1958      | 2         | –     | –        |
| Jo Gartner                     | Österreich                                                     | 1984           | 8         | –     | –        |
| Pierre Gasly                   | Frankreich                                                     | seit 2017      | 153       | 1     | –        |
| Tony Gaze                      | Australien                                                     | 1952           | 3         | –     | –        |
| Olivier Gendebien              | Belgien                                                        | 1956–1961      | 14        | –     | –        |
| Marc Gené                      | Spanien                                                        | 1999–2003      | 36        | –     | –        |
| Elmer George                   | Vereinigte Staaten                                             | 1957           | 1         | –     | –        |
| Bob Gerard                     | Vereinigtes Königreich                                         | 1950–1957      | 8         | –     | –        |
| Gerino Gerini                  | Italien                                                        | 1956–1958      | 6         | –     | –        |
| Peter Gethin                   | Vereinigtes Königreich                                         | 1970–1974      | 30        | 1     | –        |
| Piercarlo Ghinzani             | Italien                                                        | 1981–1989      | 76        | –     | –        |
| Bruno Giacomelli               | Italien                                                        | 1977–1983      | 69        | –     | –        |
| Dick Gibson                    | Vereinigtes Königreich                                         | 1957, 1958     | 2         | –     | –        |
| Richie Ginther                 | Vereinigte Staaten                                             | 1960–1966      | 52        | 1     | –        |
| Yves Giraud-Cabantous          | Frankreich                                                     | 1950–1953      | 13        | –     | –        |
| Antonio Giovinazzi             | Italien                                                        | 2017–2021      | 62        | –     | –        |
| Ignazio Giunti                 | Italien                                                        | 1970           | 4         | –     | –        |
| Timo Glock                     | Deutschland                                                    | 2004–2012      | 91        | –     | –        |
| Paco Godia                     | Spanien                                                        | 1951–1958      | 13        | –     | –        |
| Christian Goethals             | Belgien                                                        | 1958           | 1         | –     | –        |
| Paul Goldsmith                 | Vereinigte Staaten                                             | 1958–1960      | 3         | –     | –        |
| José Froilán González          | Argentinien                                                    | 1950–1960      | 26        | 2     | –        |
| Óscar González                 | Uruguay                                                        | 1956           | 1         | –     | –        |
| Aldo Gordini                   | Frankreich                                                     | 1951           | 1         | –     | –        |
| Horace Gould                   | Vereinigtes Königreich                                         | 1954–1960      | 14        | –     | –        |
| Jean-Marc Gounon               | Frankreich                                                     | 1993, 1994     | 9         | –     | –        |
| Toulo de Graffenried           | Schweiz                                                        | 1950–1956      | 23        | –     | –        |
| Lucas di Grassi                | Brasilien                                                      | 2010           | 18        | –     | –        |
| Cecil Green                    | Vereinigte Staaten                                             | 1950           | 2         | –     | –        |
| Keith Greene                   | Vereinigtes Königreich                                         | 1960–1962      | 3         | –     | –        |
| Masten Gregory                 | Vereinigte Staaten                                             | 1957–1965      | 38        | –     | –        |
| Clifford Griffith              | Vereinigte Staaten                                             | 1951–1956      | 3         | –     | –        |
| Georges Grignard               | Frankreich                                                     | 1951           | 1         | –     | –        |
| Bobby Grim                     | Vereinigte Staaten                                             | 1959, 1960     | 2         | –     | –        |
| Romain Grosjean                | Frankreich                                                     | 2009–2020      | 179       | –     | –        |
| Olivier Grouillard             | Frankreich                                                     | 1989–1992      | 41        | –     | –        |
| Zhou Guanyu                    | Volksrepublik China                                            | 2022–2024      | 68        | –     | –        |
| André Guelfi                   | Marokko                                                        | 1958           | 1         | –     | –        |
| Miguel Ángel Guerra            | Argentinien                                                    | 1981           | 1         | –     | –        |
| Roberto Guerrero               | Kolumbien                                                      | 1982, 1983     | 21        | –     | –        |
| Maurício Gugelmin              | Brasilien                                                      | 1988–1992      | 74        | –     | –        |
| Dan Gurney                     | Vereinigte Staaten                                             | 1959–1970      | 86        | 4     | –        |
| Esteban Gutiérrez              | Mexiko                                                         | 2013–2016      | 59        | –     | –        |
| Isack Hadjar                   | Frankreich                                                     | seit 2025      | –         | –     | –        |
| Hubert Hahne                   | Deutschland                                                    | 1967, 1968     | 2         | –     | –        |
| Mike Hailwood                  | Vereinigtes Königreich                                         | 1963–1974      | 50        | –     | –        |
| Mika Häkkinen                  | Finnland                                                       | 1991–2001      | 161       | 20    | ★★       |
| Bruce Halford                  | Vereinigtes Königreich                                         | 1956–1960      | 8         | –     | –        |
| Jim Hall                       | Vereinigte Staaten                                             | 1960–1963      | 11        | –     | –        |
| Duncan Hamilton                | Vereinigtes Königreich                                         | 1951–1953      | 5         | –     | –        |
| Lewis Hamilton                 | Vereinigtes Königreich                                         | seit 2007      | 356       | 105   | ★★★★★★★  |
| David Hampshire                | Vereinigtes Königreich                                         | 1950           | 2         | –     | –        |
| Sam Hanks                      | Vereinigte Staaten                                             | 1950–1957      | 8         | 1     | –        |
| Walt Hansgen                   | Vereinigte Staaten                                             | 1961–1964      | 2         | –     | –        |
| Mike Harris                    | Föderation von Rhodesien und Njassaland                        | 1962           | 1         | –     | –        |
| Cuth Harrison                  | Vereinigtes Königreich                                         | 1950           | 3         | –     | –        |
| Brendon Hartley                | Neuseeland                                                     | 2017–2018      | 25        | –     | –        |
| Gene Hartley                   | Vereinigte Staaten                                             | 1950–1960      | 8         | –     | –        |
| Rio Haryanto                   | Indonesien                                                     | 2016           | 12        | –     | –        |
| Masahiro Hasemi                | Japan                                                          | 1976           | 1         | –     | –        |
| Paul Hawkins                   | Australien                                                     | 1965           | 3         | –     | –        |
| Mike Hawthorn                  | Vereinigtes Königreich                                         | 1952–1958      | 45        | 3     | ★        |
| Boy Hayje                      | Niederlande                                                    | 1976, 1977     | 3         | –     | –        |
| Willi Heeks                    | Deutschland                                                    | 1952, 1953     | 2         | –     | –        |
| Nick Heidfeld                  | Deutschland                                                    | 2000–2011      | 183       | –     | –        |
| Theo Helfrich                  | Deutschland                                                    | 1952–1954      | 3         | –     | –        |
| Mack Hellings                  | Vereinigte Staaten                                             | 1950, 1951     | 2         | –     | –        |
| Brian Henton                   | Vereinigtes Königreich                                         | 1975–1982      | 19        | –     | –        |
| Johnny Herbert                 | Vereinigtes Königreich                                         | 1989–2000      | 161       | 3     | –        |
| Al Herman                      | Vereinigte Staaten                                             | 1955–1960      | 5         | –     | –        |
| Hans Herrmann                  | Deutschland                                                    | 1953–1961      | 18        | –     | –        |
| François Hesnault              | Frankreich                                                     | 1984, 1985     | 19        | –     | –        |
| Hans Heyer                     | Deutschland                                                    | 1977           | 1         | –     | –        |
| Damon Hill                     | Vereinigtes Königreich                                         | 1992–1999      | 115       | 22    | ★        |
| Graham Hill                    | Vereinigtes Königreich                                         | 1958–1975      | 176       | 14    | ★★       |
| Phil Hill                      | Vereinigte Staaten                                             | 1958–1964      | 48        | 3     | ★        |
| Peter Hirt                     | Schweiz                                                        | 1951–1953      | 5         | –     | –        |
| David Hobbs                    | Vereinigtes Königreich                                         | 1967–1974      | 7         | –     | –        |
| Ingo Hoffmann                  | Brasilien                                                      | 1976, 1977     | 3         | –     | –        |
| Bill Holland                   | Vereinigte Staaten                                             | 1950–1953      | 2         | –     | –        |
| Jackie Holmes                  | Vereinigte Staaten                                             | 1950–1953      | 2         | –     | –        |
| Bill Homeier                   | Vereinigte Staaten                                             | 1954–1960      | 3         | –     | –        |
| Kazuyoshi Hoshino              | Japan                                                          | 1976, 1977     | 2         | –     | –        |
| Jerry Hoyt                     | Vereinigte Staaten                                             | 1950–1955      | 4         | –     | –        |
| Denis Hulme                    | Neuseeland                                                     | 1965–1974      | 112       | 8     | ★        |
| James Hunt                     | Vereinigtes Königreich                                         | 1973–1979      | 92        | 10    | ★        |
| Jim Hurtubise                  | Vereinigte Staaten                                             | 1960           | 1         | –     | –        |
| Gus Hutchison                  | Vereinigte Staaten                                             | 1970           | 1         | –     | –        |
| Nico Hülkenberg                | Deutschland                                                    | seit 2010      | 227       | –     | –        |
| Jacky Ickx                     | Belgien                                                        | 1967–1979      | 116       | 8     | –        |
| Yūji Ide                       | Japan                                                          | 2006           | 4         | –     | –        |
| Jesús Ricardo Iglesias         | Argentinien                                                    | 1955           | 1         | –     | –        |
| Taki Inoue                     | Japan                                                          | 1994, 1995     | 18        | –     | –        |
| Innes Ireland                  | Vereinigtes Königreich                                         | 1959–1966      | 50        | 1     | –        |
| Eddie Irvine                   | Vereinigtes Königreich                                         | 1993–2002      | 145       | 4     | –        |
| Chris Irwin                    | Vereinigtes Königreich                                         | 1966, 1967     | 10        | –     | –        |
| Jean-Pierre Jabouille          | Frankreich                                                     | 1974–1981      | 49        | 2     | –        |
| Jimmy Jackson                  | Vereinigte Staaten                                             | 1950–1954      | 2         | –     | –        |
| John James                     | Vereinigtes Königreich                                         | 1951, 1952     | 1         | –     | –        |
| Joseph James                   | Vereinigte Staaten                                             | 1951, 1952     | 2         | –     | –        |
| Jean-Pierre Jarier             | Frankreich                                                     | 1971–1983      | 135       | –     | –        |
| Max Jean                       | Frankreich                                                     | 1971           | 1         | –     | –        |
| Stefan Johansson               | Schweden                                                       | 1980–1991      | 79        | –     | –        |
| Eddie Johnson                  | Vereinigte Staaten                                             | 1952–1960      | 9         | –     | –        |
| Leslie Johnson                 | Vereinigtes Königreich                                         | 1950           | 1         | –     | –        |
| Bruce Johnstone                | Südafrika                                                      | 1962           | 1         | –     | –        |
| Alan Jones                     | Australien                                                     | 1975–1986      | 116       | 12    | ★        |
| Oswald Karch                   | Deutschland                                                    | 1953           | 1         | –     | –        |
| Narain Karthikeyan             | Indien                                                         | 2005–2012      | 46        | –     | –        |
| Ukyō Katayama                  | Japan                                                          | 1992–1997      | 95        | –     | –        |
| Rupert Keegan                  | Vereinigtes Königreich                                         | 1977–1982      | 25        | –     | –        |
| Eddie Keizan                   | Südafrika                                                      | 1973–1975      | 3         | –     | –        |
| Al Keller                      | Vereinigte Staaten                                             | 1955–1959      | 5         | –     | –        |
| Joe Kelly                      | Irland                                                         | 1950, 1951     | 2         | –     | –        |
| Loris Kessel                   | Schweiz                                                        | 1976           | 3         | –     | –        |
| Nicolas Kiesa                  | Dänemark                                                       | 2003           | 5         | –     | –        |
| Leo Kinnunen                   | Finnland                                                       | 1974           | 1         | –     | –        |
| Danny Kladis                   | Vereinigte Staaten                                             | 1954           | 1         | –     | –        |
| Hans Klenk                     | Deutschland                                                    | 1952           | 1         | –     | –        |
| Peter de Klerk                 | Südafrika                                                      | 1963–1970      | 4         | –     | –        |
| Christian Klien                | Österreich                                                     | 2004–2010      | 49        | –     | –        |
| Karl Kling (Rennfahrer)        | Deutschland                                                    | 1954, 1955     | 11        | –     | –        |
| Ernst Klodwig                  | Deutsche Demokratische Republik                                | 1952, 1953     | 2         | –     | –        |
| Kamui Kobayashi                | Japan                                                          | 2009–2014      | 75        | –     | –        |
| Helmut Koinigg                 | Österreich                                                     | 1974 (†)       | 2         | –     | –        |
| Heikki Kovalainen              | Finnland                                                       | 2007–2013      | 111       | 1     | –        |
| Rudolf Krause                  | Deutsche Demokratische Republik                                | 1952, 1953     | 2         | –     | –        |
| Robert Kubica                  | Polen                                                          | 2006–2021      | 99        | 1     | –        |
| Daniil Kwjat                   | Russland                                                       | 2014–2020      | 110       | –     | –        |
| Robert La Caze                 | Marokko                                                        | 1958           | 1         | –     | –        |
| Jacques Laffite                | Frankreich                                                     | 1974–1986      | 176       | 6     | –        |
| Franck Lagorce                 | Frankreich                                                     | 1994           | 2         | –     | –        |
| Jan Lammers                    | Niederlande                                                    | 1979–1992      | 23        | –     | –        |
| Pedro Lamy                     | Portugal                                                       | 1993–1996      | 32        | –     | –        |
| Chico Landi                    | Brasilien                                                      | 1951–1956      | 6         | –     | –        |
| Hermann Lang                   | BR Deutschland                                                 | 1953, 1954     | 2         | –     | –        |
| Nicola Larini                  | Italien                                                        | 1987–1997      | 49        | –     | –        |
| Oscar Larrauri                 | Argentinien                                                    | 1988           | 8         | –     | –        |
| Alberto Rodríguez Larreta      | Argentinien                                                    | 1960           | 1         | –     | –        |
| Gérard Larrousse               | Frankreich                                                     | 1974           | 1         | –     | –        |
| Jud Larson                     | Vereinigte Staaten                                             | 1958, 1959     | 2         | –     | –        |
| Nicholas Latifi                | Kanada                                                         | 2020–2022      | 61        | –     | –        |
| Niki Lauda                     | Österreich                                                     | 1971–1985      | 171       | 25    | ★★★      |
| Roger Laurent                  | Belgien                                                        | 1952           | 2         | –     | –        |
| Giovanni Lavaggi               | Italien                                                        | 1995, 1996     | 7         | –     | –        |
| Chris Lawrence                 | Vereinigtes Königreich                                         | 1966           | 2         | –     | –        |
| Liam Lawson                    | Neuseeland                                                     | seit 2023      | 11        | –     | –        |
| Charles Leclerc                | Monaco                                                         | seit 2018      | 147       | 8     | –        |
| Michel Leclère                 | Frankreich                                                     | 1975, 1976     | 7         | –     | –        |
| Neville Lederle                | Südafrika                                                      | 1962           | 1         | –     | –        |
| Geoff Lees                     | Vereinigtes Königreich                                         | 1979–1982      | 5         | –     | –        |
| Arthur Legat                   | Belgien                                                        | 1952, 1953     | 2         | –     |          |
| JJ Lehto                       | Finnland                                                       | 1989–1994      | 62        | –     | –        |
| Gijs van Lennep                | Niederlande                                                    | 1971–1975      | 8         | –     | –        |
| Lamberto Leoni                 | Italien                                                        | 1978           | 1         | –     | –        |
| Les Leston                     | Vereinigtes Königreich                                         | 1956, 1957     | 2         | –     | –        |
| Pierre Levegh                  | Frankreich                                                     | 1950, 1951     | 6         | –     | –        |
| Bayliss Levrett                | Vereinigte Staaten                                             | 1950           | 1         | –     | –        |
| Jackie Lewis                   | Vereinigtes Königreich                                         | 1961, 1962     | 9         | –     | –        |
| Stuart Lewis-Evans             | Vereinigtes Königreich                                         | 1957, 1958 (†) | 14        | –     | –        |
| Guy Ligier                     | Frankreich                                                     | 1966, 1967     | 12        | –     | –        |
| Andy Linden                    | Vereinigte Staaten                                             | 1951–1957      | 7         | –     | –        |
| Roberto Lippi                  | Italien                                                        | 1961, 1962     | 1         | –     | –        |
| Vitantonio Liuzzi              | Italien                                                        | 2005–2011      | 80        | –     | –        |
| Lella Lombardi                 | Italien                                                        | 1975, 1976     | 12        | –     | –        |
| Ernst Loof                     | BR Deutschland                                                 | 1953           | 1         | –     | –        |
| André Lotterer                 | Deutschland                                                    | 2014           | 1         | –     | –        |
| Henri Louveau                  | Frankreich                                                     | 1950, 1951     | 2         | –     | –        |
| John Love                      | Föderation von Rhodesien und Njassaland Südrhodesien Rhodesien | 1962–1972      | 9         | –     | –        |
| Pete Lovely                    | Vereinigte Staaten                                             | 1960–1971      | 7         | –     | –        |
| Roger Loyer                    | Frankreich                                                     | 1954           | 1         | –     | –        |
| Jean Lucas                     | Frankreich                                                     | 1955           | 1         | –     | –        |
| Brett Lunger                   | Vereinigte Staaten                                             | 1975–1978      | 32        | –     | –        |
| Mike MacDowel                  | Vereinigtes Königreich                                         | 1957           | 1         | –     | –        |
| Herbert MacKay-Fraser          | Vereinigte Staaten                                             | 1957           | 1         | –     | –        |
| William MacKey                 | Vereinigte Staaten                                             | 1951           | 1         | –     | –        |
| Lance Macklin                  | Vereinigtes Königreich                                         | 1952–1955      | 15        | –     | –        |
| Damien Magee                   | Vereinigtes Königreich                                         | 1975           | 1         | –     | –        |
| Anthony Maggs                  | Südafrika                                                      | 1961–1965      | 25        | –     | –        |
| Mike Magill                    | Vereinigte Staaten                                             | 1957–1959      | 3         | –     | –        |
| Umberto Maglioli               | Italien                                                        | 1953–1957      | 10        | –     | –        |
| Jan Magnussen                  | Dänemark                                                       | 1995–1998      | 25        | –     | –        |
| Kevin Magnussen                | Dänemark                                                       | 2014–2024      | 185       | –     | –        |
| Guy Mairesse                   | Frankreich                                                     | 1950, 1951     | 3         | –     | –        |
| Willy Mairesse                 | Belgien                                                        | 1960–1963      | 12        | –     | –        |
| Pastor Maldonado               | Venezuela                                                      | 2011–2015      | 95        | 1     | –        |
| Nigel Mansell                  | Vereinigtes Königreich                                         | 1980–1995      | 187       | 31    | ★        |
| Sergio Mantovani               | Italien                                                        | 1953–1955      | 7         | –     | –        |
| Johnny Mantz                   | Vereinigte Staaten                                             | 1953           | 1         | –     | –        |
| Robert Manzon                  | Frankreich                                                     | 1950–1956      | 28        | –     | –        |
| Onofre Marimón                 | Argentinien                                                    | 1951–1954 (†)  | 11        | –     | –        |
| Helmut Marko                   | Österreich                                                     | 1971, 1972     | 9         | –     | –        |
| Tarso Marques                  | Brasilien                                                      | 1996–2001      | 24        | –     | –        |
| Leslie Marr                    | Vereinigtes Königreich                                         | 1954, 1955     | 2         | –     | –        |
| Tony Marsh                     | Vereinigtes Königreich                                         | 1957–1961      | 4         | –     | –        |
| Eugène Martin                  | Frankreich                                                     | 1950           | 2         | –     | –        |
| Pierluigi Martini              | Italien                                                        | 1985–1995      | 119       | –     | –        |
| Nikita Masepin                 | Russland                                                       | 2021           | 21        | –     | –        |
| Jochen Mass                    | Deutschland                                                    | 1973–1982      | 105       | 1     | –        |
| Felipe Massa                   | Brasilien                                                      | 2002–2017      | 269       | 11    | –        |
| Cristiano da Matta             | Brasilien                                                      | 2003, 2004     | 28        | –     | –        |
| Michael May                    | Schweiz                                                        | 1961           | 2         | –     | –        |
| Tim Mayer                      | Vereinigte Staaten                                             | 1962           | 1         | –     | –        |
| François Mazet                 | Frankreich                                                     | 1971           | 1         | –     | –        |
| Gastón Mazzacane               | Argentinien                                                    | 2000, 2001     | 21        | –     | –        |
| Kenneth McAlpine               | Vereinigtes Königreich                                         | 1952–1955      | 7         | –     | –        |
| Ernie McCoy                    | Vereinigte Staaten                                             | 1953, 1954     | 2         | –     | –        |
| Johnny McDowell                | Vereinigte Staaten                                             | 1950–1952      | 3         | –     | –        |
| Jack McGrath                   | Vereinigte Staaten                                             | 1950–1955      | 6         | –     | –        |
| Bruce McLaren                  | Neuseeland                                                     | 1958–1970      | 100       | 4     | –        |
| Allan McNish                   | Vereinigtes Königreich                                         | 2002           | 16        | –     | –        |
| Graham McRae                   | Neuseeland                                                     | 1973           | 1         | –     | –        |
| Jim McWithey                   | Vereinigte Staaten                                             | 1959, 1960     | 2         | –     | –        |
| Carlos Menditéguy              | Argentinien                                                    | 1953–1960      | 10        | –     | –        |
| Roberto Merhi                  | Spanien                                                        | 2015           | 13        | –     | –        |
| Arturo Merzario                | Italien                                                        | 1972–1979      | 57        | –     | –        |
| Roberto Mieres                 | Argentinien                                                    | 1953–1955      | 17        | –     | –        |
| François Migault               | Frankreich                                                     | 1972–1975      | 13        | –     | –        |
| John Miles                     | Vereinigtes Königreich                                         | 1969, 1970     | 12        | –     | –        |
| André Milhoux                  | Belgien                                                        | 1956           | 1         | –     | –        |
| Chet Miller                    | Vereinigte Staaten                                             | 1951, 1952     | 2         | –     | –        |
| Gerhard Mitter                 | Deutschland                                                    | 1963–1967 (†)  | 5         | –     | –        |
| Stefano Modena                 | Italien                                                        | 1987–1992      | 70        | –     | –        |
| Franck Montagny                | Frankreich                                                     | 2006           | 7         | –     | –        |
| Tiago Monteiro                 | Portugal                                                       | 2005, 2006     | 37        | –     | –        |
| Andrea Montermini              | Italien                                                        | 1994–1996      | 20        | –     | –        |
| Robin Montgomerie-Charrington  | Vereinigtes Königreich                                         | 1952           | 1         | –     | –        |
| Juan Pablo Montoya             | Kolumbien                                                      | 2001–2006      | 94        | 7     | –        |
| Gianni Morbidelli              | Italien                                                        | 1990–1997      | 67        | –     | –        |
| Roberto Moreno                 | Brasilien                                                      | 1987–1995      | 42        | –     | –        |
| Dave Morgan                    | Vereinigtes Königreich                                         | 1975           | 1         | –     | –        |
| Silvio Moser                   | Schweiz                                                        | 1967–1971      | 12        | –     | –        |
| Stirling Moss                  | Vereinigtes Königreich                                         | 1951–1961      | 66        | 16    | –        |
| Gino Munaron                   | Italien                                                        | 1960           | 4         | –     | –        |
| David Murray                   | Vereinigtes Königreich                                         | 1950–1952      | 4         | –     | –        |
| Luigi Musso                    | Italien                                                        | 1953–1958 (†)  | 24        | 1     | –        |
| Kazuki Nakajima                | Japan                                                          | 2007–2009      | 36        | –     | –        |
| Satoru Nakajima                | Japan                                                          | 1987–1991      | 74        | –     | –        |
| Shinji Nakano                  | Japan                                                          | 1997, 1998     | 33        | –     | –        |
| Duke Nalon                     | Vereinigte Staaten                                             | 1951–1953      | 3         | –     | –        |
| Alessandro Nannini             | Italien                                                        | 1986–1990      | 77        | 1     | –        |
| Emanuele Naspetti              | Italien                                                        | 1992, 1993     | 6         | –     | –        |
| Felipe Nasr                    | Brasilien                                                      | 2015, 2016     | 39        | –     | –        |
| Massimo Natili                 | Italien                                                        | 1961           | 1         | –     | –        |
| Brian Naylor                   | Vereinigtes Königreich                                         | 1957–1961      | 7         | –     | –        |
| Mike Nazaruk                   | Vereinigte Staaten                                             | 1951–1954      | 3         | –     | –        |
| Tiff Needell                   | Vereinigtes Königreich                                         | 1980           | 1         | –     | –        |
| Patrick Nève                   | Belgien                                                        | 1976, 1977     | 10        | –     | –        |
| John Nicholson                 | Neuseeland                                                     | 1975           | 1         | –     | –        |
| Cal Niday                      | Vereinigte Staaten                                             | 1953–1955      | 3         | –     | –        |
| Helmut Niedermayr              | Deutschland                                                    | 1952           | 1         | –     | –        |
| Brausch Niemann                | Südafrika                                                      | 1963           | 1         | –     | –        |
| Gunnar Nilsson                 | Schweden                                                       | 1976, 1977     | 31        | 1     | –        |
| Hideki Noda                    | Japan                                                          | 1994           | 3         | –     | –        |
| Lando Norris                   | Vereinigtes Königreich                                         | seit 2019      | 128       | 4     | –        |
| Rodney Nuckey                  | Vereinigtes Königreich                                         | 1953           | 1         | –     | –        |
| Robert O’Brien                 | Vereinigte Staaten                                             | 1952           | 1         | –     | –        |
| Pat O’Connor                   | Vereinigte Staaten                                             | 1957           | 5         | –     | –        |
| Esteban Ocon                   | Frankreich                                                     | seit 2016      | 156       | 1     | –        |
| Jackie Oliver                  | Vereinigtes Königreich                                         | 1968–1977      | 50        | –     | –        |
| Danny Ongais                   | Vereinigte Staaten                                             | 1977, 1978     | 4         | –     | –        |
| Rikky von Opel                 | Liechtenstein                                                  | 1973, 1974     | 10        | –     | –        |
| Arthur Owen                    | Vereinigtes Königreich                                         | 1960           | 1         | –     | –        |
| Carlos Pace                    | Brasilien                                                      | 1972–1977      | 72        | 1     | –        |
| Nello Pagani                   | Italien                                                        | 1950           | 1         | –     | –        |
| Riccardo Paletti               | Italien                                                        | 1982 (†)       | 2         | –     | –        |
| Torsten Palm                   | Schweden                                                       | 1975           | 1         | –     | –        |
| Jolyon Palmer                  | Vereinigtes Königreich                                         | 2016–2017      | 35        | –     | –        |
| Jonathan Palmer                | Vereinigtes Königreich                                         | 1983–1989      | 82        | –     | –        |
| Olivier Panis                  | Frankreich                                                     | 1994–2005      | 157       | 1     | –        |
| Giorgio Pantano                | Italien                                                        | 2004           | 14        | –     | –        |
| Massimiliano Papis             | Italien                                                        | 1995           | 7         | –     | –        |
| Mike Parkes                    | Vereinigtes Königreich                                         | 1966, 1967     | 6         | –     | –        |
| Reg Parnell                    | Vereinigtes Königreich                                         | 1950–1961      | 6         | –     | –        |
| Tim Parnell                    | Vereinigtes Königreich                                         | 1961           | 2         | –     | –        |
| Johnnie Parsons                | Vereinigte Staaten                                             | 1950–1958      | 9         | 1     | –        |
| Riccardo Patrese               | Italien                                                        | 1977–1993      | 256       | 6     | –        |
| Al Pease                       | Kanada                                                         | 1967–1969      | 2         | –     | –        |
| Roger Penske                   | Vereinigte Staaten                                             | 1961, 1962     | 2         | –     | –        |
| Cesare Perdisa                 | Italien                                                        | 1955–1957      | 7         | –     | –        |
| Sergio Pérez                   | Mexiko                                                         | 2011–2024      | 281       | 6     | –        |
| Luis Pérez-Sala                | Spanien                                                        | 1988, 1989     | 32        | –     | –        |
| Larry Perkins                  | Australien                                                     | 1976, 1977     | 11        | –     | –        |
| Xavier Perrot                  | Schweiz                                                        | 1969           | 1         | –     | –        |
| Henri Pescarolo                | Frankreich                                                     | 1968–1976      | 57        | –     | –        |
| Alessandro Pesenti-Rossi       | Italien                                                        | 1976           | 3         | –     | –        |
| Josef Peters                   | Deutschland                                                    | 1952           | 1         | –     | –        |
| Ronnie Peterson                | Schweden                                                       | 1970–1978 (†)  | 123       | 10    | –        |
| Witali Petrow                  | Russland                                                       | 2010–2012      | 57        | –     | –        |
| Oscar Piastri                  | Australien                                                     | seit 2023      | 46        | 2     | –        |
| Charles Pic                    | Frankreich                                                     | 2012, 2013     | 39        | –     | –        |
| François Picard                | Frankreich                                                     | 1958           | 1         | –     | –        |
| Ernest Pieterse                | Südafrika                                                      | 1962, 1963     | 2         | –     | –        |
| Paul Pietsch                   | Deutschland                                                    | 1950–1952      | 3         | –     | –        |
| André Pilette                  | Belgien                                                        | 1951–1964      | 9         | –     | –        |
| Teddy Pilette                  | Belgien                                                        | 1974           | 1         | –     | –        |
| Luigi Piotti                   | Italien                                                        | 1956, 1957     | 5         | –     | –        |
| David Piper                    | Vereinigtes Königreich                                         | 1959, 1960     | 2         | –     | –        |
| Nelson Piquet                  | Brasilien                                                      | 1978–1991      | 204       | 23    | ★★★      |
| Nelson Piquet jr.              | Brasilien                                                      | 2008, 2009     | 28        | –     | –        |
| Renato Pirocchi                | Italien                                                        | 1961           | 1         | –     | –        |
| Didier Pironi                  | Frankreich                                                     | 1978–1982      | 68        | 3     | –        |
| Emanuele Pirro                 | Italien                                                        | 1989–1991      | 37        | –     | –        |
| Antonio Pizzonia               | Brasilien                                                      | 2003, 2004     | 20        | –     | –        |
| Michel Poberejsky              | Frankreich                                                     | 1955           | 1         | –     | –        |
| Jacques Pollet                 | Frankreich                                                     | 1954, 1955     | 5         | –     | –        |
| Ben Pon jr.                    | Niederlande                                                    | 1962           | 1         | –     | –        |
| Dennis Poore                   | Vereinigtes Königreich                                         | 1952           | 2         | –     | –        |
| Alfonso de Portago             | Spanien                                                        | 1956, 1957     | 5         | –     | –        |
| Sam Posey                      | Vereinigte Staaten                                             | 1971, 1972     | 2         | –     | –        |
| Charles Pozzi                  | Frankreich                                                     | 1950           | 1         | –     | –        |
| Jackie Pretorius               | Südafrika                                                      | 1968–1973      | 3         | –     | –        |
| David Prophet                  | Vereinigtes Königreich                                         | 1963–1965      | 2         | –     | –        |
| Alain Prost                    | Frankreich                                                     | 1980–1993      | 199       | 51    | ★★★★     |
| Tom Pryce                      | Vereinigtes Königreich                                         | 1974–1977 (†)  | 42        | –     | –        |
| David Purley                   | Vereinigtes Königreich                                         | 1973–1977      | 7         | –     | –        |
| Dieter Quester                 | Österreich                                                     | 1974           | 1         | –     | –        |
| Ian Raby                       | Vereinigtes Königreich                                         | 1963–1965      | 3         | –     | –        |
| Bobby Rahal                    | Vereinigte Staaten                                             | 1978           | 2         | –     | –        |
| Kimi Räikkönen                 | Finnland                                                       | 2001–2021      | 349       | 22    | ★        |
| Pierre-Henri Raphanel          | Frankreich                                                     | 1989           | 1         | –     | –        |
| Dick Rathmann                  | Vereinigte Staaten                                             | 1958           | 5         | –     | –        |
| Jim Rathmann                   | Vereinigte Staaten                                             | 1957–1960      | 10        | 1     | –        |
| Roland Ratzenberger            | Österreich                                                     | 1994 (†)       | 1         | –     | –        |
| Héctor Rebaque                 | Mexiko                                                         | 1977–1981      | 41        | –     | –        |
| Brian Redman                   | Vereinigtes Königreich                                         | 1968–1974      | 12        | –     | –        |
| Jimmy Reece                    | Vereinigte Staaten                                             | 1952–1958      | 5         | –     | –        |
| Alan Rees                      | Vereinigtes Königreich                                         | 1967           | 3         | –     | –        |
| Clay Regazzoni                 | Schweiz                                                        | 1970–1980      | 132       | 5     | –        |
| Paul di Resta                  | Vereinigtes Königreich                                         | 2011–2017      | 59        | –     | –        |
| Carlos Reutemann               | Argentinien                                                    | 1972–1982      | 146       | 12    | –        |
| Lance Reventlow                | Vereinigte Staaten                                             | 1960           | 1         | –     | –        |
| Peter Revson                   | Vereinigte Staaten                                             | 1964–1974 (†)  | 30        | 2     | –        |
| John Rhodes                    | Vereinigtes Königreich                                         | 1965           | 1         | –     | –        |
| Alex-Dias Ribeiro              | Brasilien                                                      | 1976, 1977     | 10        | –     | –        |
| Daniel Ricciardo               | Australien                                                     | 2011–2024      | 257       | 8     | –        |
| Fritz Riess                    | Deutschland                                                    | 1952           | 1         | –     | –        |
| Jim Rigsby                     | Vereinigte Staaten                                             | 1952           | 1         | –     | –        |
| Jochen Rindt                   | Österreich                                                     | 1964–1970 (†)  | 60        | 6     | ★        |
| John Riseley-Prichard          | Vereinigtes Königreich                                         | 1954           | 1         | –     | –        |
| Richard Robarts                | Vereinigtes Königreich                                         | 1974           | 4         | –     | –        |
| Pedro Rodríguez                | Mexiko                                                         | 1963–1971      | 55        | 2     | –        |
| Ricardo Rodríguez              | Mexiko                                                         | 1961, 1962 (†) | 5         | –     | –        |
| Franco Rol                     | Italien                                                        | 1950–1952      | 5         | –     | –        |
| Tony Rolt                      | Vereinigtes Königreich                                         | 1950–1955      | 3         | –     | –        |
| Bertil Roos                    | Schweden                                                       | 1974           | 1         | –     | –        |
| Basil van Rooyen               | Südafrika                                                      | 1968, 1969     | 2         | –     | –        |
| Pedro de la Rosa               | Spanien                                                        | 1999–2012      | 105       | –     | –        |
| Keke Rosberg                   | Finnland                                                       | 1978–1986      | 114       | 5     | ★        |
| Nico Rosberg                   | Deutschland                                                    | 2006–2016      | 206       | 23    | ★        |
| Mauri Rose                     | Vereinigte Staaten                                             | 1950           | 2         | –     | –        |
| Louis Rosier                   | Frankreich                                                     | 1950–1956      | 38        | –     | –        |
| Ricardo Rosset                 | Brasilien                                                      | 1996–1998      | 27        | –     | –        |
| Alexander Rossi                | Vereinigte Staaten                                             | 2015           | 5         | –     | –        |
| Huub Rothengatter              | Niederlande                                                    | 1984–1986      | 25        | –     | –        |
| Lloyd Ruby                     | Vereinigte Staaten                                             | 1961           | 2         | –     | –        |
| George Russell                 | Vereinigtes Königreich                                         | seit 2019      | 128       | 3     | –        |
| Eddie Russo                    | Vereinigte Staaten                                             | 1955–1960      | 4         | –     | –        |
| Giacomo Russo                  | Italien                                                        | 1965, 1966     | 2         | –     | –        |
| Paul Russo                     | Vereinigte Staaten                                             | 1950–1959      | 8         | –     | –        |
| Troy Ruttman                   | Vereinigte Staaten                                             | 1958           | 8         | 1     | –        |
| Peter Ryan                     | Kanada                                                         | 1961           | 1         | –     | –        |
| Eddie Sachs                    | Vereinigte Staaten                                             | 1960           | 4         | –     | –        |
| Boris Robert Said jr.          | Vereinigte Staaten                                             | 1959           | 1         | –     | –        |
| Carlos Sainz jr.               | Spanien                                                        | seit 2015      | 206       | 4     | –        |
| Eliseo Salazar                 | Chile                                                          | 1981–1983      | 24        | –     | –        |
| Mika Salo                      | Finnland                                                       | 1994–2002      | 110       | –     | –        |
| Roy Salvadori                  | Vereinigtes Königreich                                         | 1952–1962      | 47        | –     | –        |
| Consalvo Sanesi                | Italien                                                        | 1950, 1951     | 5         | –     | –        |
| Logan Sargeant                 | Vereinigte Staaten                                             | 2023–2024      | 36        | –     | –        |
| Stéphane Sarrazin              | Frankreich                                                     | 1999           | 1         | –     | –        |
| Takuma Satō                    | Japan                                                          | 2002–2008      | 90        | –     | –        |
| Carl Scarborough               | Vereinigte Staaten                                             | 1951–1953      | 2         | –     | –        |
| Ludovico Scarfiotti            | Italien                                                        | 1963–1968      | 10        | 1     | –        |
| Giorgio Scarlatti              | Italien                                                        | 1956–1961      | 12        | –     | –        |
| Ian Scheckter                  | Südafrika                                                      | 1974–1977      | 18        | –     | –        |
| Jody Scheckter                 | Südafrika                                                      | 1972–1980      | 112       | 10    | ★        |
| Harry Schell                   | Vereinigte Staaten                                             | 1950–1960 (†)  | 56        | –     | –        |
| Tim Schenken                   | Australien                                                     | 1970–1974      | 34        | –     | –        |
| Albert Scherrer                | Schweiz                                                        | 1953           | 1         | –     | –        |
| Domenico Schiattarella         | Italien                                                        | 1994, 1995     | 6         | –     | –        |
| Heinz Schiller                 | Schweiz                                                        | 1962           | 1         | –     | –        |
| Bill Schindler                 | Vereinigte Staaten                                             | 1950–1952      | 3         | –     | –        |
| Jean-Louis Schlesser           | Frankreich                                                     | 1988           | 1         | –     | –        |
| Jo Schlesser                   | Frankreich                                                     | 1968 (†)       | 3         | –     | –        |
| Bernd Schneider                | Deutschland                                                    | 1988–1990      | 9         | –     | –        |
| Rudolf Schoeller               | Schweiz                                                        | 1952           | 1         | –     | –        |
| Rob Schroeder                  | Vereinigte Staaten                                             | 1962           | 1         | –     | –        |
| Michael Schumacher             | Deutschland                                                    | 1991–2012      | 307       | 91    | ★★★★★★★  |
| Mick Schumacher                | Deutschland                                                    | 2021–2022      | 43        | –     | –        |
| Ralf Schumacher                | Deutschland                                                    | 1997–2007      | 180       | 6     | –        |
| Vern Schuppan                  | Australien                                                     | 1974–1977      | 9         | –     | –        |
| Adolfo Schwelm-Cruz            | Argentinien                                                    | 1953           | 1         | –     | –        |
| Bob Scott                      | Vereinigte Staaten                                             | 1952–1954      | 3         | –     | –        |
| Archie Scott-Brown             | Vereinigtes Königreich                                         | 1956           | 1         | –     | –        |
| Piero Scotti                   | Italien                                                        | 1956           | 1         | –     | –        |
| Wolfgang Seidel                | Deutschland                                                    | 1953–1962      | 10        | –     | –        |
| Ayrton Senna                   | Brasilien                                                      | 1984–1994 (†)  | 161       | 41    | ★★★      |
| Bruno Senna                    | Brasilien                                                      | 2010–2012      | 46        | –     | –        |
| Dorino Serafini                | Italien                                                        | 1950           | 1         | –     | –        |
| Chico Serra                    | Brasilien                                                      | 1981–1983      | 18        | –     | –        |
| Doug Serrurier                 | Südafrika                                                      | 1962–1965      | 2         | –     | –        |
| Johnny Servoz-Gavin            | Frankreich                                                     | 1967–1970      | 12        | –     | –        |
| Tony Settember                 | Vereinigte Staaten                                             | 1962, 1963     | 6         | –     | –        |
| Hap Sharp                      | Vereinigte Staaten                                             | 1961–1964      | 6         | –     | –        |
| Brian Shawe-Taylor             | Vereinigtes Königreich                                         | 1950, 1951     | 2         | –     | –        |
| Carroll Shelby                 | Vereinigte Staaten                                             | 1958, 1959     | 8         | –     | –        |
| Tony Shelly                    | Neuseeland                                                     | 1962           | 1         | –     | –        |
| Jo Siffert                     | Schweiz                                                        | 1962–1971      | 96        | 2     | –        |
| Hernando da Silva Ramos        | Brasilien                                                      | 1955, 1956     | 7         | –     | –        |
| André Simon                    | Frankreich                                                     | 1951–1957      | 11        | –     | –        |
| Sergei Sirotkin                | Russland                                                       | 2018           | 21        | –     | –        |
| Moisés Solana                  | Mexiko                                                         | 1963–1968      | 8         | –     | –        |
| Àlex Soler-Roig                | Spanien                                                        | 1971, 1972     | 6         | –     | –        |
| Raymond Sommer                 | Frankreich                                                     | 1950           | 5         | –     | –        |
| Scott Speed                    | Vereinigte Staaten                                             | 2006, 2007     | 28        | –     | –        |
| Mike Spence                    | Vereinigtes Königreich                                         | 1963–1968      | 36        | –     | –        |
| Alan Stacey                    | Vereinigtes Königreich                                         | 1958–1960 (†)  | 7         | –     | –        |
| Gaetano Starrabba              | Italien                                                        | 1961           | 1         | –     | –        |
| Will Stevens                   | Vereinigtes Königreich                                         | 2014, 2015     | 18        | –     | –        |
| Chuck Stevenson                | Vereinigte Staaten                                             | 1951–1960      | 5         | –     | –        |
| Ian Stewart                    | Vereinigtes Königreich                                         | 1953           | 1         | –     | –        |
| Jackie Stewart                 | Vereinigtes Königreich                                         | 1965–1973      | 99        | 27    | ★★★      |
| Jimmy Stewart                  | Vereinigtes Königreich                                         | 1953           | 1         | –     | –        |
| Siegfried Stohr                | Italien                                                        | 1981           | 8         | –     | –        |
| Rolf Stommelen                 | Deutschland                                                    | 1970–1978      | 54        | –     | –        |
| Philippe Streiff               | Frankreich                                                     | 1984–1988      | 53        | –     | –        |
| Lance Stroll                   | Kanada                                                         | seit 2017      | 166       | –     | –        |
| Hans Stuck                     | Deutschland                                                    | 1952, 1953     | 3         | –     | –        |
| Hans-Joachim Stuck             | Deutschland                                                    | 1974–1979      | 74        | –     | –        |
| Danny Sullivan                 | Vereinigte Staaten                                             | 1983           | 15        | –     | –        |
| Marc Surer                     | Schweiz                                                        | 1979–1986      | 82        | –     | –        |
| John Surtees                   | Vereinigtes Königreich                                         | 1960–1972      | 111       | 6     | ★        |
| Adrian Sutil                   | Deutschland                                                    | 2007–2014      | 128       | –     | –        |
| Lenard Sutton                  | Vereinigte Staaten                                             | 1958–1960      | 3         | –     | –        |
| Aguri Suzuki                   | Japan                                                          | 1988–1995      | 65        | –     | –        |
| Toshio Suzuki                  | Japan                                                          | 1993           | 2         | –     | –        |
| Jacques Swaters                | Belgien                                                        | 1951–1954      | 7         | –     | –        |
| Bob Sweikert                   | Vereinigte Staaten                                             | 1952–1956      | 5         | 1     | –        |
| Toranosuke Takagi              | Japan                                                          | 1998, 1999     | 32        | –     | –        |
| Noritake Takahara              | Japan                                                          | 1976, 1977     | 2         | –     | –        |
| Kunimitsu Takahashi            | Japan                                                          | 1977           | 1         | –     | –        |
| Patrick Tambay                 | Frankreich                                                     | 1977–1986      | 114       | 2     | –        |
| Gabriele Tarquini              | Italien                                                        | 1987–1995      | 38        | –     | –        |
| Piero Taruffi                  | Italien                                                        | 1950–1956      | 18        | 1     | –        |
| Henry Taylor                   | Vereinigtes Königreich                                         | 1959–1961      | 8         | –     | –        |
| John Taylor                    | Vereinigtes Königreich                                         | 1964–1966 (†)  | 5         | –     | –        |
| Michael Taylor                 | Vereinigtes Königreich                                         | 1959, 1960     | 1         | –     | –        |
| Trevor Taylor                  | Vereinigtes Königreich                                         | 1961–1966      | 27        | –     | –        |
| Marshall Teague                | Vereinigte Staaten                                             | 1953–1957      | 3         | –     | –        |
| Clark Templeman                | Vereinigte Staaten                                             | 1955–1960      | 3         | –     | –        |
| Max de Terra                   | Schweiz                                                        | 1952, 1953     | 2         | –     | –        |
| Mike Thackwell                 | Neuseeland                                                     | 1980–1984      | 2         | –     | –        |
| Alfonso Thiele                 | Vereinigte Staaten                                             | 1960           | 1         | –     | –        |
| Alejandro de Tomaso            | Argentinien                                                    | 1957–1959      | 2         | –     | –        |
| Eric Thompson                  | Vereinigtes Königreich                                         | 1952           | 1         | –     | –        |
| Johnny Thomson                 | Vereinigte Staaten                                             | 1953–1960      | 8         | –     | –        |
| Leslie Thorne                  | Vereinigtes Königreich                                         | 1954           | 1         | –     | –        |
| Bud Tingelstad                 | Vereinigte Staaten                                             | 1950           | 1         | –     | –        |
| Sam Tingle                     | Föderation von Rhodesien und Njassaland Südrhodesien Rhodesien | 1963–1969      | 5         | –     | –        |
| Desmond Titterington           | Vereinigtes Königreich                                         | 1956           | 1         | –     | –        |
| John Tolan                     | Vereinigte Staaten                                             | 1956–1958      | 3         | –     | –        |
| Maurice Trintignant            | Frankreich                                                     | 1950–1964      | 82        | 2     | –        |
| Jarno Trulli                   | Italien                                                        | 1997–2011      | 252       | 1     | –        |
| Yuki Tsunoda                   | Japan                                                          | seit 2021      | 87        | –     | –        |
| Esteban Tuero                  | Argentinien                                                    | 1998           | 16        | –     | –        |
| Guy Tunmer                     | Südafrika                                                      | 1975           | 1         | –     | –        |
| Jack Turner                    | Vereinigte Staaten                                             | 1956–1959      | 4         | –     | –        |
| Toni Ulmen                     | Deutschland                                                    | 1952           | 2         | –     | –        |
| Bobby Unser                    | Vereinigte Staaten                                             | 1968           | 1         | –     | –        |
| Jerry Unser                    | Vereinigte Staaten                                             | 1958           | 1         | –     | –        |
| Alberto Uria                   | Uruguay                                                        | 1955, 1956     | 2         | –     | –        |
| Nino Vaccarella                | Italien                                                        | 1961–1965      | 4         | –     | –        |
| Eric van de Poele              | Belgien                                                        | 1991, 1992     | 5         | –     | –        |
| Giedo van der Garde            | Niederlande                                                    | 2013           | 19        | –     | –        |
| Dries van der Lof              | Niederlande                                                    | 1952           | 1         | –     | –        |
| Stoffel Vandoorne              | Belgien                                                        | 2016–2018      | 41        | –     | –        |
| Bob Veith                      | Vereinigte Staaten                                             | 1956–1960      | 5         | –     | –        |
| Jean-Éric Vergne               | Frankreich                                                     | 2012–2014      | 58        | –     | –        |
| Jos Verstappen                 | Niederlande                                                    | 1994–2003      | 107       | –     | –        |
| Max Verstappen                 | Niederlande                                                    | seit 2015      | 209       | 63    | ★★★★     |
| Sebastian Vettel               | Deutschland                                                    | 2007–2022      | 299       | 53    | ★★★★     |
| Gilles Villeneuve              | Kanada                                                         | 1977–1982 (†)  | 67        | 6     | –        |
| Jacques Villeneuve             | Kanada                                                         | 1996–2006      | 163       | 11    | ★        |
| Luigi Villoresi                | Italien                                                        | 1950–1956      | 31        | –     | –        |
| Emilio de Villota              | Spanien                                                        | 1977           | 2         | –     | –        |
| Ottorino Volonterio            | Schweiz                                                        | 1954–1957      | 3         | –     | –        |
| Jo Vonlanthen                  | Schweiz                                                        | 1975           | 1         | –     | –        |
| Nyck de Vries                  | Niederlande                                                    | 2022–2023      | 11        | –     | –        |
| Bill Vukovich                  | Vereinigte Staaten                                             | 1952–1955      | 5         | 2     | –        |
| Fred Wacker                    | Vereinigte Staaten                                             | 1953, 1954     | 3         | –     | –        |
| Dave Walker                    | Australien                                                     | 1971, 1972     | 11        | –     | –        |
| Peter Walker                   | Vereinigtes Königreich                                         | 1950–1955      | 4         | –     | –        |
| Lee Wallard                    | Vereinigte Staaten                                             | 1950, 1951     | 2         | 1     | –        |
| Heini Walter                   | Schweiz                                                        | 1962           | 1         | –     | –        |
| Rodger Ward                    | Vereinigte Staaten                                             | 1959–1963      | 12        | 1     | –        |
| Derek Warwick                  | Vereinigtes Königreich                                         | 1981–1993      | 146       | –     | –        |
| John Watson                    | Vereinigtes Königreich                                         | 1973–1985      | 152       | 5     | –        |
| Travis Webb                    | Vereinigte Staaten                                             | 1950–1954      | 4         | –     | –        |
| Mark Webber                    | Australien                                                     | 2002–2013      | 215       | 9     | –        |
| Pascal Wehrlein                | Deutschland                                                    | 2016–2017      | 39        | –     | –        |
| Wayne Weiler                   | Vereinigte Staaten                                             | 1960           | 1         | –     | –        |
| Karl Wendlinger                | Österreich                                                     | 1991–1995      | 41        | –     | –        |
| Peter Westbury                 | Vereinigtes Königreich                                         | 1969           | 1         | –     | –        |
| Chuck Weyant                   | Vereinigte Staaten                                             | 1955–1959      | 4         | –     | –        |
| Ken Wharton                    | Vereinigtes Königreich                                         | 1952–1955      | 15        | –     | –        |
| Graham Whitehead               | Vereinigtes Königreich                                         | 1952           | 1         | –     | –        |
| Peter Whitehead                | Vereinigtes Königreich                                         | 1950–1954      | 10        | –     | –        |
| William Whitehouse             | Vereinigtes Königreich                                         | 1954           | 1         | –     | –        |
| Robin Widdows                  | Vereinigtes Königreich                                         | 1968           | 1         | –     | –        |
| Eppie Wietzes                  | Kanada                                                         | 1967–1974      | 2         | –     | –        |
| Mike Wilds                     | Vereinigtes Königreich                                         | 1974, 1975     | 3         | –     | –        |
| Jonathan Williams              | Vereinigtes Königreich                                         | 1967           | 1         | –     | –        |
| Roger Williamson               | Vereinigtes Königreich                                         | 1973 (†)       | 2         | –     | –        |
| Dempsey Wilson                 | Vereinigte Staaten                                             | 1958–1960      | 2         | –     | –        |
| Justin Wilson                  | Vereinigtes Königreich                                         | 2003           | 16        | –     | –        |
| Vic Wilson                     | Vereinigtes Königreich                                         | 1960           | 1         | –     | –        |
| Manfred Winkelhock             | Deutschland                                                    | 1982–1985      | 47        | –     | –        |
| Markus Winkelhock              | Deutschland                                                    | 2007           | 1         | –     | –        |
| Reine Wisell                   | Schweden                                                       | 1970–1974      | 22        | –     | –        |
| Roelof Wunderink               | Niederlande                                                    | 1975           | 3         | –     | –        |
| Alexander Wurz                 | Österreich                                                     | 1997–2007      | 69        | –     | –        |
| Sakon Yamamoto                 | Japan                                                          | 2006–2010      | 21        | –     | –        |
| Alex Yoong                     | Malaysia                                                       | 2001, 2002     | 14        | –     | –        |
| Alessandro Zanardi             | Italien                                                        | 1991–1999      | 41        | –     | –        |
| Ricardo Zonta                  | Brasilien                                                      | 1999–2005      | 36        | –     | –        |
| Renzo Zorzi                    | Italien                                                        | 1975–1977      | 7         | –     | –        |
| Ricardo Zunino                 | Argentinien                                                    | 1979–1981      | 10        | –     | –        |

1. ↑  Edgar Barth startete vier GP für BR Deutschland und einen für die DDR.
2. ↑  Bertrand Gachot startete 32 GP für Frankreich und 15 für Belgien.

## Nach Nationen

Nation mit den meisten klassischen^{1} Formel-1-Rennfahrern: Vereinigtes Königreich

In dieser Übersicht sind alle Fahrernationen nach der Anzahl der seit 1950 zu Formel-1-Weltmeisterschaftslauf gestarteten Fahrer aufgelistet. Insgesamt stellten nach unten stehender Liste bisher 41 Nationen einen Formel-1-Fahrer (mit der DDR gesondert betrachtet, den Simbabwe-Vorgängerstaaten addiert), wovon 23 mindestens einen GP-Sieg verzeichnen. Die Nationen, unter deren Flagge mindestens ein Fahrer für die Formel-1-Weltmeisterschaft 2025 unter Vertrag steht, sind grau hinterlegt.
Anmerkung: Es werden lediglich jene Fahrer berücksichtigt, die zu Grand Prix tatsächlich gestartet sind. Als Fahrernation wird i. d. R. das Herkunftsland eines Fahrers bezeichnet. Dies muss nicht zwingend auch das Geburtsland des Piloten sein (siehe Jochen Rindt). In neuerer Zeit wird die Nation eines Fahrers danach bestimmt, mit welcher Lizenz er antritt (siehe Nico Rosberg). Fahrer, die in ihrer Karriere für verschiedene Nationen gestartet sind, zählen für beide Nationen.
Datenstand: Großer Preis von Abu Dhabi 2024
| Platz | Nation                     | Anzahl Fahrer | Fahrer mit den meisten Rennen (Anzahl)                                          |
| ----- | -------------------------- | ------------- | ------------------------------------------------------------------------------- |
| 01    | Vereinigte Staaten         | 153 (53)      | Eddie Cheever (132), Mario Andretti (128), Dan Gurney (86)                      |
| 02    | Vereinigtes Königreich     | 149           | Lewis Hamilton (356), Jenson Button (306), David Coulthard (246)                |
| 03    | Italien                    | 85            | Riccardo Patrese (256), Jarno Trulli (252), Giancarlo Fisichella (229)          |
| 04    | Frankreich                 | 72            | Jean Alesi (201), Alain Prost (199), Romain Grosjean (179)                      |
| 05    | Deutschland                | 46            | Michael Schumacher (307), Sebastian Vettel (299), Nico Hülkenberg (227)         |
| 06    | Brasilien                  | 32            | Rubens Barrichello (323), Felipe Massa (269), Nelson Piquet (204)               |
| 07    | Argentinien                | 23            | Carlos Reutemann (146), Juan Manuel Fangio (51), José Froilán González (26)     |
| 0     | Schweiz                    | 23            | Clay Regazzoni (132), Jo Siffert (96), Marc Surer (82)                          |
| 09    | Belgien                    | 22            | Thierry Boutsen (163), Jacky Ickx (116), Stoffel Vandoorne (41)                 |
| 10    | Japan                      | 18            | Ukyo Katayama (95), Takuma Sato (90), Yuki Tsunoda (87)                         |
| 11    | Südafrika                  | 17            | Jody Scheckter (112), Tony Maggs (25), Ian Scheckter (18)                       |
| 12    | Australien                 | 16            | Daniel Ricciardo (257), Mark Webber (215), Jack Brabham (126)                   |
|       | Niederlande                | 16            | Max Verstappen (209), Jos Verstappen (107), Christijan Albers (46)              |
| 14    | Spanien                    | 13            | Fernando Alonso (401), Carlos Sainz jr. (206), Pedro de la Rosa (105)           |
|       | Österreich                 | 13            | Gerhard Berger (210), Niki Lauda (171), Alexander Wurz (69)                     |
|       | Kanada                     | 13            | Lance Stroll (166), Jacques Villeneuve (163), Gilles Villeneuve (67)            |
| 17    | Schweden                   | 10            | Ronnie Peterson (123), Joakim Bonnier (104), Marcus Ericsson (97)               |
|       | Neuseeland                 | 10            | Denny Hulme (112), Bruce McLaren (100), Chris Amon (96)                         |
| 19    | Finnland                   | 8             | Kimi Räikkönen (349), Valtteri Bottas (246), Mika Häkkinen (161)                |
| 20    | Mexiko                     | 6             | Sergio Pérez (281), Esteban Gutiérrez (59), Pedro Rodríguez (55)                |
| 21    | Dänemark                   | 4             | Kevin Magnussen (185), Jan Magnussen (25), Nicolas Kiesa (5)                    |
|       | Russland                   | 4             | Daniil Kwjat (110), Witali Petrow (57), Sergei Sirotkin, Nikita Masepin (je 21) |
|       | Irland                     | 4             | Derek Daly (48), Ralph Firman (14), Joe Kelly, Tommy Byrne (je 2)               |
|       | DDR                        | 4             | Rudolf Krause (2), Ernst Klodwig (2), Theo Fitzau, Edgar Barth (je 1)           |
| 25    | Monaco                     | 3             | Charles Leclerc (147), Louis Chiron (15), Olivier Beretta (9)                   |
|       | Venezuela                  | 3             | Pastor Maldonado (95), Johnny Cecotto (18), Ettore Chimeri (1)                  |
|       | Portugal                   | 3             | Tiago Monteiro (37), Pedro Lamy (32), Mário de Araújo Cabral (4)                |
|       | Simbabwe ehem. / Rhodesien | 3             | John Love (9), Sam Tingle (5), Mike Harris (1)                                  |
|       | Uruguay                    | 3             | Eitel Cantoni (3), Alberto Uria (2), Óscar González (1)                         |
| 30    | Thailand                   | 2             | Alexander Albon (104), Bira (Prinz) (19)                                        |
|       | Kolumbien                  | 2             | Juan Pablo Montoya (94), Roberto Guerrero (21)                                  |
|       | Indien                     | 2             | Narain Karthikeyan (46), Karun Chandhok (11)                                    |
|       | Marokko                    | 2             | Robert La Caze (1), André Guelfi (1)                                            |
| 34    | Polen                      | 1             | Robert Kubica (99)                                                              |
|       | Volksrepublik China        | 1             | Guanyu Zhou (68)                                                                |
|       | Chile                      | 1             | Eliseo Salazar (24)                                                             |
|       | Ungarn                     | 1             | Zsolt Baumgartner (20)                                                          |
|       | Malaysia                   | 1             | Alex Yoong (14)                                                                 |
|       | Indonesien                 | 1             | Rio Haryanto (12)                                                               |
|       | Liechtenstein              | 1             | Rikky von Opel (10)                                                             |
|       | Tschechien                 | 1             | Tomáš Enge (3)                                                                  |

unterstrichen = in der Saison 2025 aktive Fahrer
1. ↑  Die hohe Zahl von US-amerikanischen Fahrern resultiert aus dem Umstand, dass in der Anfangszeit der Automobil-Weltmeisterschaft (1950 bis 1960) das Indianapolis 500 mit jeweils 33 Startern Teil des WM-Rennkalenders war. 53 Fahrer sind auch außerhalb des Indianapolis 500 bei WM-Läufen gestartet.
2. ↑  Edgar Barth mit einem Start für die DDR sowie vier für BR Deutschland.